# Barbara Hayoz
Barbara Hayoz (* 20. November 1962 in Bern) ist eine Schweizer Politikerin (ehemals FDP).

## Leben
Hayoz ist Betriebsökonomin. Von 1996 bis 2002 war sie Mitglied des Berner Grossrates. Von 2005 bis 2012 war sie Gemeinderätin der Stadt Bern, wobei sie von 2005 bis 2006 Direktorin für Sicherheit, Umwelt und Energie und von 2007 bis 2012 Direktorin für Finanzen, Personal und Informatik war. Bei den Gemeinderatswahlen im Herbst 2012 hat sie nicht mehr kandidiert.
Seit Mai 2013 amtet Hayoz als Verwaltungsratsmitglied der Schweizerischen Exportrisikoversicherung (SERV), ab Januar 2017 als Vizepräsidentin und nach der Wahl durch den Bundesrat im November 2019 seit Januar 2020 als Verwaltungsratspräsidentin.
Ende 2015 ist sie aus der FDP ausgetreten.
Hayoz ist verheiratet und hat zwei Kinder.